# 28583 Mehrotra
28583 Mehrotra è un asteroide della fascia principale. Scoperto nel 2000, presenta un'orbita caratterizzata da un semiasse maggiore pari a 2,5492584 au e da un'eccentricità di 0,1942319, inclinata di 5,82674° rispetto all'eclittica.
L'asteroide è dedicato allo studente statunitense Pavan N. Mehrotra.